# Ateuchosaurus
Ateuchosaurus is een geslacht van hagedissen uit de familie skinken (Scincidae). 

## Naam en indeling
De wetenschappelijke naam van de groep werd voor het eerst voorgesteld door John Edward Gray in 1845. De verschillende soorten werden eerder tot de geslachten Lygosaurus, Mabuia, en Lygosoma gerekend.

## Uiterlijke kenmerken
De soorten hebben een vrij dik lichaam en een opvallend stompe snuit. De schubben zijn glad, de lichaamslengte exclusief staart is ongeveer acht centimeter. De staart is iets langer dan het lichaam. De poten zijn klein maar goed ontwikkeld en hebben vijf vingers en tenen.

## Verspreiding en habitat
De soorten komen voor in delen van Azië en leven in de landen China, Japan en Vietnam.
De habitat bestaat uit begroeide gebieden. De skinken leven op de bodem in de strooisellaag. De vrouwtjes zetten eieren af op de bodem. 

## Soorten
Het geslacht omvat de volgende soorten, met de auteur en het verspreidingsgebied.
| Naam                       | Auteur          | Verspreidingsgebied |
| -------------------------- | --------------- | ------------------- |
| Ateuchosaurus chinensis    | Gray, 1845      | China, Vietnam      |
| Ateuchosaurus pellopleurus | Hallowell, 1861 | Japan               |